# Schloss Juditten

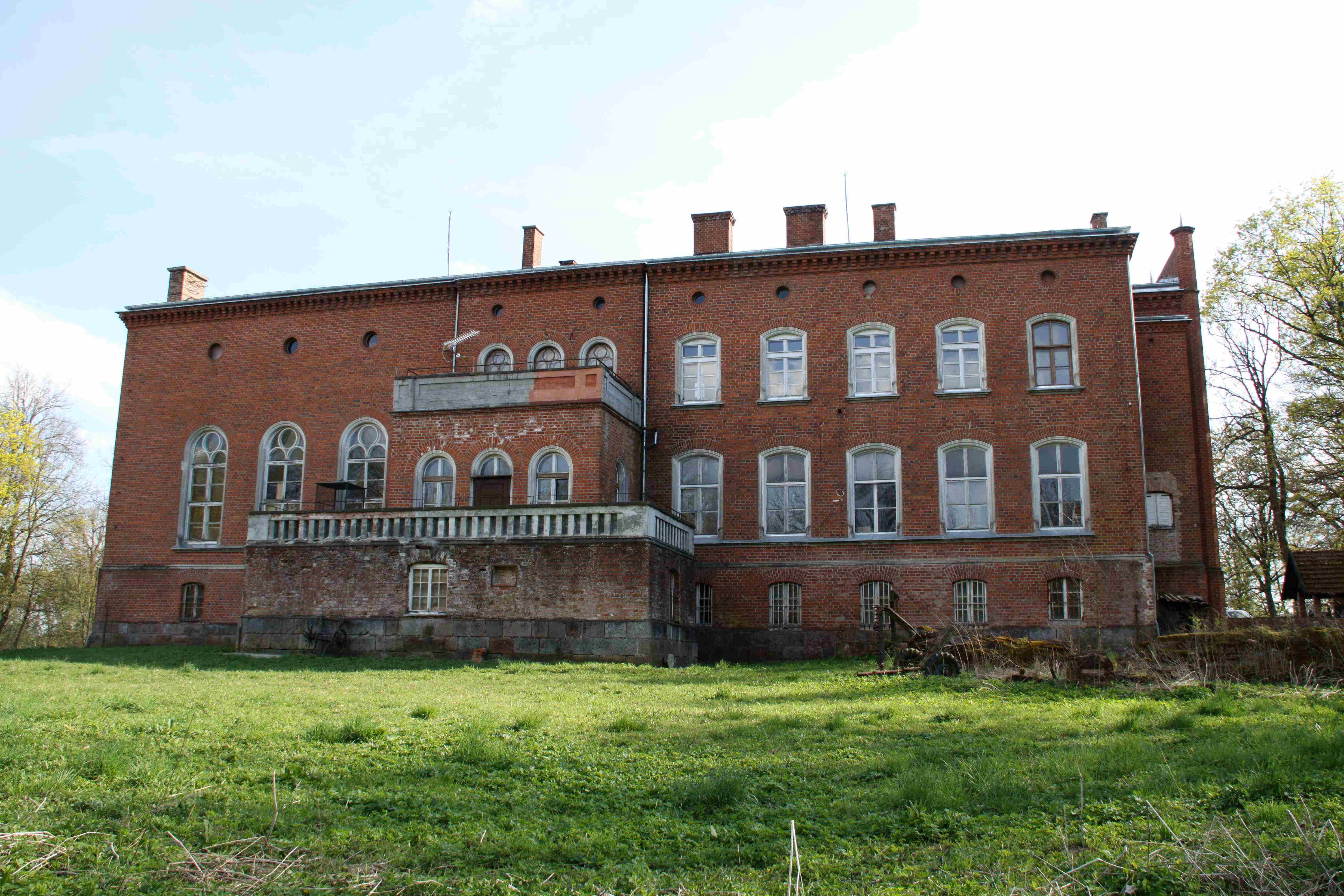
Rückansicht des Schlosses vom Park

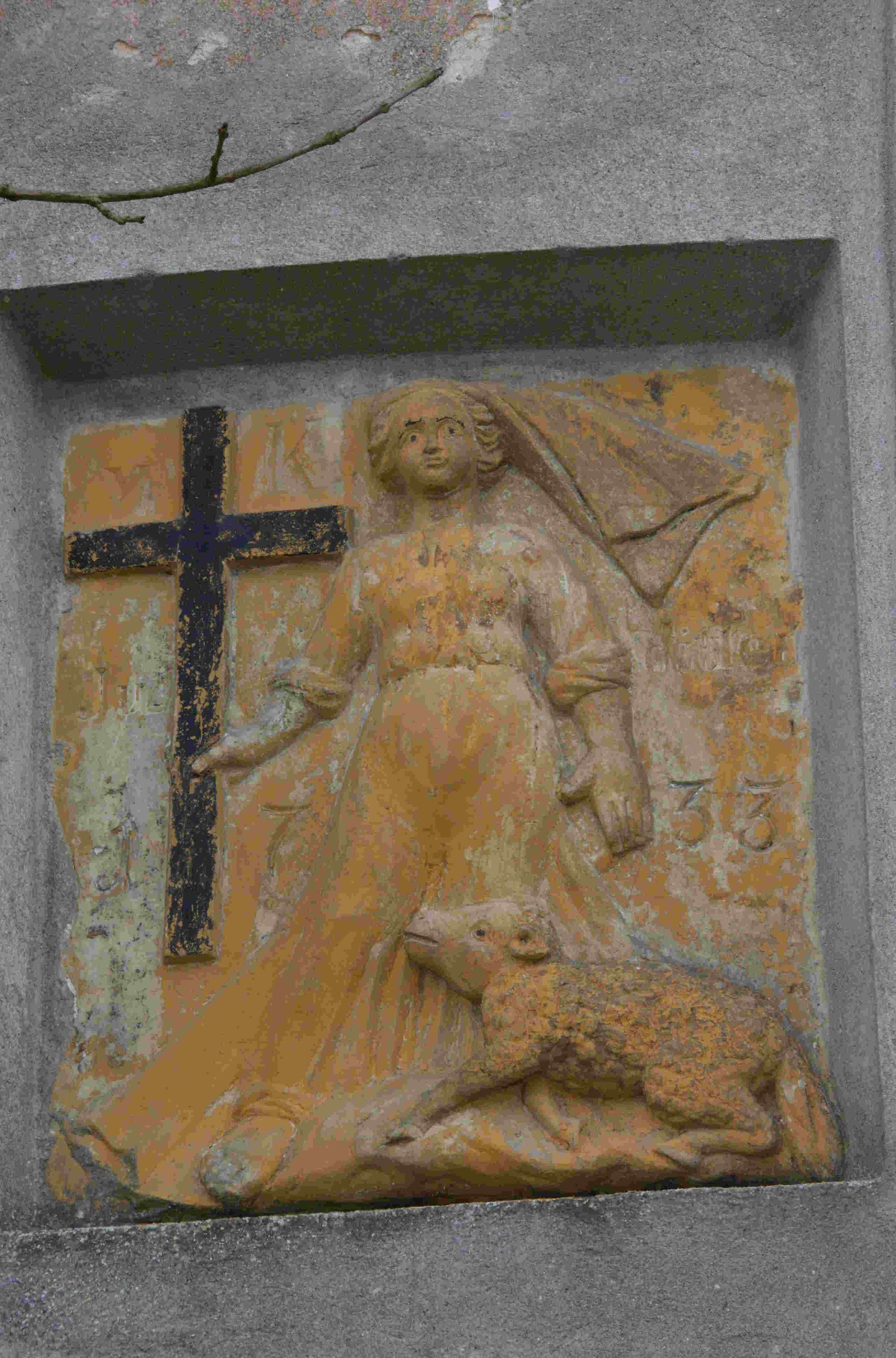
Relief an der Wagenremise

Das Schloss Juditten ist ein Herrenhaus in einem großen Park mit ehemals zahlreichen Nebengebäuden in Judyty (deutsch Juditten) in Ostpreußen, auf dem Gebiet der Gemeinde Sępopol (deutsch Schippenbeil) im Powiat Bartoszycki in der Woiwodschaft Ermland-Masuren.

## Lage
Das ehemalige Gut Juditten liegt etwa 18 km nordöstlich von Bartenstein und sechs Kilometer von der Grenze zur Oblast Kaliningrad entfernt. Es liegt in der Nähe der polnischen Woiwodschaftsstraße 512 (einstige deutsche Reichsstraße 142) im Abschnitt Bartenstein-Schönbruch.

## Geschichte
Das Gut Juditten gehörte ursprünglich der aus Prußen stammenden Adelsfamilie von Lesgewang. 1711 ging es in den Besitz der Adelsfamilie von Kuenheim über. Ein erstes Gebäude an der Stelle des heutigen Herrenhauses, das Maria Elisabeth von Kuenheim 1733 errichten ließ, wurde in der napoleonischen Zeit zerstört und durch ein klassizistisches Bauwerk ersetzt. Dieses an einem kleinen See gelegene Herrenhaus wurde 1862–1863 unter Wilhelm von Kuenheim und seiner Ehefrau Fanny von Kuenheim (geb. von der Groeben, aus Groß Schwansfeld) im Stil der Neugotik und des Spätklassizismus zu seiner jetzigen Gestalt umgebaut. An das alte Haus erinnert noch ein Relief an der Südwand der Wagenremise mit den Initialen M. E. und der Jahreszahl 1733. Das Gut diente bis zum Zweiten Weltkrieg als Familiensitz. 1928 wurde Eberhard von Kuenheim, der von 1970 bis 1993 Vorstandsvorsitzender der BMW AG war, auf dem Gut geboren.
Juditten war eines der ältesten Gestüte in Ostpreußen. Es war berühmt für seine Zucht reinrassiger Trakehner. Im Palast hing bis zum Ende des Zweiten Weltkriegs ein Porträt aus dem späten 18. Jahrhundert, das Johann Ernst von Kunheim (1730–1818) zeigte. Das Gemälde wurde während der Übernahme durch die Rote Armee Anfang 1945 zerschnitten und durchlöchert. In den letzten Jahren wurde das Gemälde restauriert. Es wird in den Sammlungen des Regionalmuseums in Rastenburg gezeigt.
Das Herrenhaus überstand den Zweiten Weltkrieg und wurde danach von staatlichen Stellen und dem Trakehner-Gestüt in Liski (deutsch Liesken) genutzt. 1998 wurde es zusammen mit dem Park und den Wirtschaftsgebäuden von einer Privatperson gekauft. Das Herrenhaus ist in relativ gutem Zustand, ein Teil der Nebengebäude wurde 2014 wegen Baufälligkeit abgebrochen.

## Architektur
Die Gutsanlage bestand aus dem Herrenhaus und einer großen Anzahl von Gebäuden für die landwirtschaftliche Nutzung. Das Herrenhaus steht an einem Teich im Park, zu dem zwei Zugänge vorhanden sind. Das alte System aus Wegen mit verschiedenen Arten von Bäumen und Pflanzen und die alte Eichenallee sind sehr verwachsen.
Das zweigeschossige Herrenhaus wurde auf rechteckigem Grundriss in Backstein-Sichtmauerwerk errichtet. Es erhebt sich über einem hohen Gewölbekeller mit zwei Terrassen und ist mit einem flach geneigten Walmdach bedeckt.

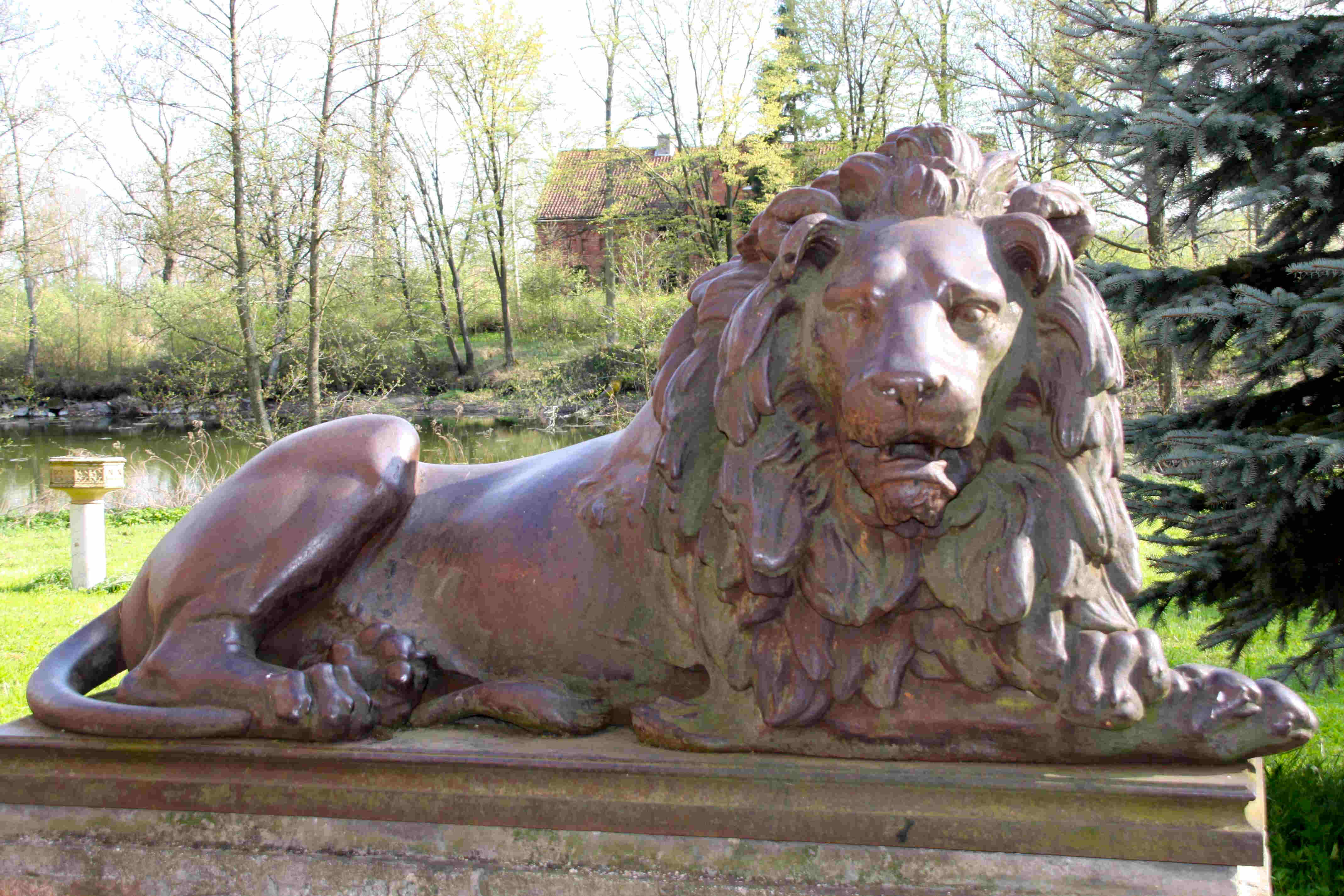
Wachender Löwe

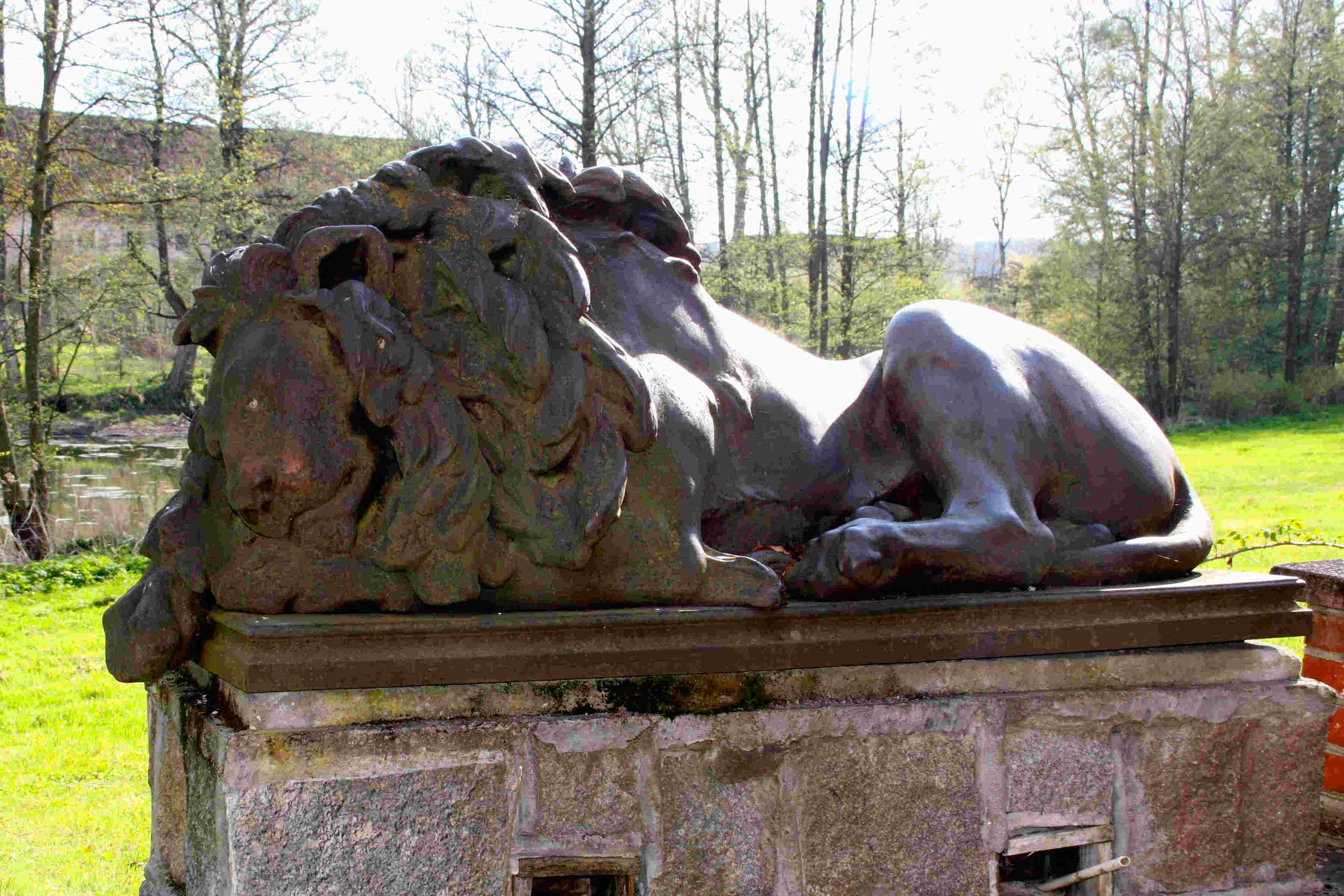
Schlafender Löwe

Links und rechts neben den Treppenaufgängen zum Haupteingang liegen zwei Löwen-Skulpturen, die auf der Weltausstellung Paris 1889 erworben wurden. Diese Skulpturen, ein schlafender Löwe und ein wachender Löwe, wurden nach einem in Berlin von Christian Daniel Rauch gefertigten Entwurf 1822 in Gleiwitz gegossen. Vom wachenden Löwen wurden sechs Stück hergestellt, von denen drei in Polen blieben, in Starościńskie Skały und im Museum Villa Caro in Gleiwitz, die anderen befinden sich in Deutschland. Von den schlafenden Löwen wurden von Christian Daniel Rauch in Berlin in Zusammenarbeit mit Theodor Kalide 15 Stück hergestellt. Wegen Diebstahlgefahr wurden die Löwen zeitweise im Gestüt in Liesken aufbewahrt und später wieder an ihren ursprünglichen Ort zurückgebracht.
Zahlreiche Porträts der Familie von Kuenheim aus dem 17., 18. und 19. Jahrhundert wurden 1946 dem Masurischen Museum im Allenstein (polnisch Muzeum Mazurskie w Olsztynie), dem heutigen Museum für Ermland und Masuren übergeben.

## Denkmalschutz
Die Schlossanlage wurde in das Verzeichnis der Baudenkmäler der Woiwodschaft Ermland-Masuren eingetragen. Die gesamte Anlage ist unter der Nummer 774 vom 8. Februar 1968, der Park unter der Nummer 3612 vom 11. September 1984 registriert.